# جيزة الجرف (حبيل جبر)

تعديل مصدري - تعديل

جيزة الجرف هي إحدى قرى عزلة حبيل جبر بمديرية حبيل جبر التابعة لمحافظة لحج، بلغ تعداد سكانها 21 نسمة حسب تعداد اليمن لعام 2004.